# Élections municipales de 2017 dans Beauharnois-Salaberry
Pour un article plus général, voir Élections municipales de 2017 en Montérégie.
Cet article concerne les élections municipales de 2017 en Montérégie dans la municipalité régionale de comté de Beauharnois-Salaberry.

## Beauharnois
| Partis                         | Partis          | Candidats pour la mairie | Vote  | %     |
| ------------------------------ | --------------- | ------------------------ | ----- | ----- |
|                                | Indépendant     | Bruno Tremblay           | 2 858 | 54,49 |
|                                | Équipe Bob Guay | Bob Guay                 | 1 479 | 17,31 |
|                                | Indépendant     | André Filion             | 908   | 17,31 |
| Taux de participation : 50,1 % |                 |                          |       |       |

| Partis | Partis          | Candidats conseiller #1 | Vote | %     |
| ------ | --------------- | ----------------------- | ---- | ----- |
|        | Indépendante    | Jocelyne Rajotte        | 466  | 55,41 |
|        | Équipe Bob Guay | Amilie Dorval           | 375  | 44,59 |

| Partis | Partis          | Candidats conseiller #2    | Vote | %     |
| ------ | --------------- | -------------------------- | ---- | ----- |
|        | Indépendante    | Roxanne Poissant           | 469  | 47,47 |
|        | Indépendant     | Michel Quevillon (Sortant) | 288  | 29,15 |
|        | Équipe Bob Guay | Stéphane Aganier           | 231  | 23,38 |

| Partis | Partis          | Candidats conseiller #3            | Vote | %     |
| ------ | --------------- | ---------------------------------- | ---- | ----- |
|        | Indépendant     | Guillaume Lévesque-Sauvé (Sortant) | 773  | 72,65 |
|        | Équipe Bob Guay | Gilles Lacaille                    | 291  | 27,35 |

| Partis | Partis          | Candidats conseiller #4 | Vote | %     |
| ------ | --------------- | ----------------------- | ---- | ----- |
|        | Indépendant     | Richard Dubuc           | 278  | 34,92 |
|        | Indépendant     | Christian Vincent       | 257  | 32,29 |
|        | Équipe Bob Guay | Steve Lareau            | 188  | 23,62 |
|        | Indépendante    | Ghislaine Desrochers    | 73   | 9,17  |

| Partis | Partis          | Candidats conseiller #5 | Vote | %     |
| ------ | --------------- | ----------------------- | ---- | ----- |
|        | Indépendant     | Alain Savard            | 394  | 50,06 |
|        | Équipe Bob Guay | Simon Turcot            | 208  | 26,43 |
|        | Indépendant     | Matthieu Slattery       | 119  | 15,12 |
|        | Indépendant     | Huguens Bien Aimée      | 66   | 8,39  |

| Partis | Partis       | Candidats conseiller #6   | Vote            | %               |
| ------ | ------------ | ------------------------- | --------------- | --------------- |
|        | Indépendante | Linda Toulouse (Sortante) | Sans opposition | Sans opposition |

- Élection partielle au poste de conseiller district #3 - Des Moissons le 21 février 2021[1].
- Élection organisée en raison de la démission le 9 janvier 2020 du conseiller Guillaume Lévesque-Sauvé pour cause de divergences avec le maire[2]. Élection reportée en raison de la pandémie de COVID-19.
  - Mario Charette est élu conseiller[1]

| Candidats conseiller district #3 - Des Moissons | Vote | %    |
| ----------------------------------------------- | ---- | ---- |
| Mario Charette                                  | 266  | 60,9 |
| Normand Lefebvre                                | 171  | 39,1 |
| Taux de participation : 23,3 %                  |      |      |

## Saint-Louis-de-Gonzague
| Candidats pour la mairie | Vote            | %               |
| ------------------------ | --------------- | --------------- |
| Yves Daoust (Sortant)    | Sans opposition | Sans opposition |

| Candidats conseiller #1  | Vote            | %               |
| ------------------------ | --------------- | --------------- |
| François Leduc (Sortant) | Sans opposition | Sans opposition |

| Candidats conseiller #2         | Vote            | %               |
| ------------------------------- | --------------- | --------------- |
| Jean-François Poirier (Sortant) | Sans opposition | Sans opposition |

| Candidats conseiller #3 | Vote | %     |
| ----------------------- | ---- | ----- |
| Julie Baillargeon       | 67   | 62,62 |
| Bonaventure Vinet       | 40   | 37,38 |

| Candidats conseiller #4    | Vote            | %               |
| -------------------------- | --------------- | --------------- |
| Christian Brault (Sortant) | Sans opposition | Sans opposition |

| Candidats conseiller #5    | Vote            | %               |
| -------------------------- | --------------- | --------------- |
| Mélanie Genesse (Sortante) | Sans opposition | Sans opposition |

| Candidats conseiller #6   | Vote            | %               |
| ------------------------- | --------------- | --------------- |
| Paul Lavallière (Sortant) | Sans opposition | Sans opposition |

## Saint-Stanislas-de-Kostka
| Candidats pour la mairie       | Vote | %     |
| ------------------------------ | ---- | ----- |
| Caroline Huot                  | 578  | 70,92 |
| André Prévost                  | 237  | 29,08 |
| Taux de participation : 55,5 % |      |       |

| Candidats conseiller #1 | Vote | %     |
| ----------------------- | ---- | ----- |
| Anne-Marie Gauthier     | 95   | 71,43 |
| Nicholas Verner         | 38   | 28,57 |

| Candidats conseiller #2 | Vote | %     |
| ----------------------- | ---- | ----- |
| François Guinois        | 99   | 60,74 |
| Jean-François Gendron   | 41   | 25,15 |
| Karel Leduc             | 23   | 14,11 |

| Candidats conseiller #3 | Vote            | %               |
| ----------------------- | --------------- | --------------- |
| Louise Théorêt          | Sans opposition | Sans opposition |

| Candidats conseiller #4    | Vote            | %               |
| -------------------------- | --------------- | --------------- |
| Michel Taillefer (Sortant) | Sans opposition | Sans opposition |

| Candidats conseiller #5    | Vote            | %               |
| -------------------------- | --------------- | --------------- |
| Réjean Dumouchel (Sortant) | Sans opposition | Sans opposition |

| Candidats conseiller #6     | Vote            | %               |
| --------------------------- | --------------- | --------------- |
| Mario Archambault (Sortant) | Sans opposition | Sans opposition |

- Élection partielle au poste de conseiller #1 et #2 le 15 juillet 2018[3].
  - Organisée en raison de la démission de la conseillère Anne-Marie Gauthier pour pouvoir enseigner à l'étranger et du conseiller François Guinois en raison d'un manque de temps pour occuper ses fonctions de conseiller[4].
  - Élection de M. Daniel Fradette au poste de conseiller #1 et de Jean-François Gendron au poste de conseiller #2[3].

| Candidats conseiller #1 | Vote | %     |
| ----------------------- | ---- | ----- |
| Daniel Fradette         | 51   | 58,62 |
| Sylvain Poirier         | 34   | 39,08 |
| Hélène Galarneau        | 2    | 2,30  |

| Candidats conseiller #2 | Vote | %     |
| ----------------------- | ---- | ----- |
| Jean-François Gendron   | 50   | 68,49 |
| Céline Boileau          | 23   | 31,51 |

- Démission de Daniel Fradette, conseiller #1, le 2 décembre 2019[5].
  - Élection partielle initialement prévue pour le 2 décembre 2019[5], mais reportée et annulée en raison de la pandémie de COVID-19.

- Démission de Réjean Dumouchel, conseiller #5, car il n'est plus domicilié dans la municipalité en août 2020[6].

## Saint-Urbain-Premier
| Candidats pour la mairie       | Vote | %     |
| ------------------------------ | ---- | ----- |
| Réjean Beaulieu                | 404  | 68,36 |
| Patrick Tremblay               | 187  | 31,64 |
| Taux de participation : 60,3 % |      |       |

| Candidats conseiller #1     | Vote | %     |
| --------------------------- | ---- | ----- |
| Nicole Ste-Marie (Sortante) | 307  | 51,77 |
| Daniel Marchand             | 286  | 48,23 |

| Candidats conseiller #2    | Vote | %     |
| -------------------------- | ---- | ----- |
| Sylvain Mallette (Sortant) | 310  | 52,10 |
| Nicolas Crête              | 285  | 47,90 |

| Candidats conseiller #3 | Vote            | %               |
| ----------------------- | --------------- | --------------- |
| Sylvain Roy             | Sans opposition | Sans opposition |

| Candidats conseiller #4 | Vote            | %               |
| ----------------------- | --------------- | --------------- |
| Lucien Thibault         | Sans opposition | Sans opposition |

| Candidats conseiller #5         | Vote | %     |
| ------------------------------- | ---- | ----- |
| Marc-Antoine Thibault (Sortant) | 324  | 54,64 |
| Louis Beauregard                | 269  | 45,36 |

| Candidats conseiller #6 | Vote | %     |
| ----------------------- | ---- | ----- |
| Patrice Boisjoli        | 300  | 50,17 |
| Jean-Noël Thibault      | 298  | 49,83 |

- Démission de Sylvain Mallette, conseiller #2, en  janvier 2020[7].
  - Élection partielle annulée en raison de la pandémie de COVID-19.

## Saint-Étienne-de-Beauharnois
| Candidats pour la mairie | Vote            | %               |
| ------------------------ | --------------- | --------------- |
| Gaétan Ménard (Sortant)  | Sans opposition | Sans opposition |

| Candidats conseiller #1    | Vote            | %               |
| -------------------------- | --------------- | --------------- |
| Martin Couillard (Sortant) | Sans opposition | Sans opposition |

| Candidats conseiller #2     | Vote            | %               |
| --------------------------- | --------------- | --------------- |
| Benjamin Bourcier (Sortant) | Sans opposition | Sans opposition |

| Candidats conseiller #3   | Vote            | %               |
| ------------------------- | --------------- | --------------- |
| Martin Dumaresq (Sortant) | Sans opposition | Sans opposition |

| Candidats conseiller #4  | Vote            | %               |
| ------------------------ | --------------- | --------------- |
| Jacques Giroux (Sortant) | Sans opposition | Sans opposition |

| Candidats conseiller #5 | Vote            | %               |
| ----------------------- | --------------- | --------------- |
| Guy Lemieux (Sortant)   | Sans opposition | Sans opposition |

| Candidats conseiller #6      | Vote | %     |
| ---------------------------- | ---- | ----- |
| Mathieu Mercier              | 202  | 54,89 |
| Lisette Montpetit (Sortante) | 166  | 45,11 |

## Sainte-Martine
| Candidats pour la mairie | Vote            | %               |
| ------------------------ | --------------- | --------------- |
| Maude Laberge (Sortante) | Sans opposition | Sans opposition |

| Candidats conseiller #1   | Vote            | %               |
| ------------------------- | --------------- | --------------- |
| Richard Laberge (Sortant) | Sans opposition | Sans opposition |

| Candidats conseiller #2 | Vote            | %               |
| ----------------------- | --------------- | --------------- |
| Normand Sauvé (Sortant) | Sans opposition | Sans opposition |

| Candidats conseiller #3   | Vote            | %               |
| ------------------------- | --------------- | --------------- |
| Dominic Garceau (Sortant) | Sans opposition | Sans opposition |

| Candidats conseiller #4    | Vote            | %               |
| -------------------------- | --------------- | --------------- |
| Carole Cardinal (Sortante) | Sans opposition | Sans opposition |

| Candidats conseiller #5      | Vote            | %               |
| ---------------------------- | --------------- | --------------- |
| Jean-Denis Barbeau (Sortant) | Sans opposition | Sans opposition |

| Candidats conseiller #6   | Vote            | %               |
| ------------------------- | --------------- | --------------- |
| Mélanie Lefort (Sortante) | Sans opposition | Sans opposition |

## Salaberry-de-Valleyfield
| Candidats pour la mairie                       | Vote  | %     |
| ---------------------------------------------- | ----- | ----- |
| Miguel Lemieux                                 | 7 643 | 52,83 |
| Joanne Brunet                                  | 4 939 | 34,14 |
| Francois Labossière (Sortant d'un autre poste) | 1 886 | 13,04 |
| Taux de participation : 42,8 %                 |       |       |

| Candidats district #1   | Vote | %     |
| ----------------------- | ---- | ----- |
| Lyne Lefebvre           | 979  | 46,27 |
| François Derome         | 454  | 21,46 |
| Monique McSween Gendron | 345  | 16,30 |
| Stéphanie Poirier       | 205  | 9,69  |
| Luc Desjean             | 133  | 6,29  |

| Candidats district #2 | Vote  | %     |
| --------------------- | ----- | ----- |
| Jason Grenier         | 1 137 | 76,93 |
| Sylvain Guérin        | 341   | 23,07 |

| Candidats district #3                       | Vote | %     |
| ------------------------------------------- | ---- | ----- |
| Jean-Marc Rochon (Sortant d'un autre poste) | 892  | 66,57 |
| Pierre Spénard                              | 268  | 20,00 |
| Claude St-Denis                             | 180  | 13,43 |

| Candidats district #4 | Vote | %     |
| --------------------- | ---- | ----- |
| France Chenail        | 786  | 41,88 |
| François Gingras      | 421  | 22,43 |
| Yves Legault          | 348  | 18,54 |
| Denis Primeau         | 276  | 14,70 |
| André Gendron         | 46   | 2,45  |

| Candidats district #5 | Vote  | %     |
| --------------------- | ----- | ----- |
| Guillaume Massicotte  | 1 153 | 48,77 |
| Sophie Sirois Perras  | 977   | 41,33 |
| Dafir Rhammaz         | 234   | 9,90  |

| Candidats district #6   | Vote  | %     |
| ----------------------- | ----- | ----- |
| Jacques Smith (Sortant) | 1 039 | 66,65 |
| Martin Lévesque         | 394   | 25,27 |
| Bernard St-Jacques      | 126   | 8,08  |

| Candidats district #7      | Vote  | %     |
| -------------------------- | ----- | ----- |
| Patrick Rancourt (Sortant) | 1 313 | 65,62 |
| Sébastien Poiré            | 688   | 34,38 |

| Candidats district #8    | Vote  | %     |
| ------------------------ | ----- | ----- |
| Normand Amesse (Sortant) | 1 313 | 74,56 |
| Normand Bourget          | 448   | 25,44 |